# 火曜ファイル
『火曜ファイル』（かようファイル）は、1999年4月13日から9月7日までフジテレビ系列が編成していた単発特別番組枠である。編成時間は毎週火曜20:00 - 20:54 （日本標準時）。

## 概要
1997年から1998年までフジテレビ系列が編成していた『日曜ビッグウェーブ』と同じコンセプトだった。本枠のメインスポンサーを務めていた花王は、本枠が開始してから2001年3月27日に『火曜ワイドスペシャル』の第3期が終了するまで提供クレジットを自粛していた。

## 放送番組一覧
| 放送日         | 放送番組                                     | 主な出演者 | 備考                                             |
| -------------- | -------------------------------------------- | ---------- | ------------------------------------------------ |
| 1999年 4月13日 | 踊る!織田裕二                                | 織田裕二   | ｢踊る大捜査線｣関連特番。                         |
| 4月20日        | 超人気ドラマ禁断の裏側                       |            |                                                  |
| 4月27日        | 衝撃!女が整形する理由                        | 沢田亜矢子 |                                                  |
| 5月4日         | 大家族スペシャル99                           |            | 同日に予定されていたナイターの中止によって編成。 |
| 5月25日        | 独占!サッチー真実の裏側                      | 野村沙知代 |                                                  |
| 6月1日         | 東京VS大阪!激撮トラブル撃退人                |            |                                                  |
| 6月8日         | 実録!女のホンネ超高級ブランド争奪戦          |            |                                                  |
| 6月15日        | 実録!嫁VS姑の愛憎大戦争 渡る世間に女の修羅場 |            |                                                  |
| 7月13日        | 東京VS大阪!激撮トラブル撃退人2               |            | 同日に予定されていたナイターの中止によって編成。 |
| 8月10日        | 会計簿全公開!!借金返済大作戦                 |            |                                                  |
| 8月24日        | 男と女の世紀末!!ダマされ残酷物語             |            |                                                  |
| 8月31日        | 恋もお金も大繁盛!!インターネットな女たち     |            |                                                  |
| 9月7日         | 悪質ひき逃げ犯を追え!執念の捜査網            |            | 最終回                                           |

枠外特番
- 1999年4月18日、5月11日・5月18日、6月22日、7月6日・8月3日・8月17日：ナイター中継'99
- 1999年6月29日：笑う犬の特番 夏の大謝恩会 出演・ウッチャンナンチャン（南原清隆はゲストとして出演）、ネプチューン、安藤優子、宇多田ヒカル
- 1999年7月20日：夏休みお楽しみ企画「第32回・発表!日本ものまね大賞」
- 1999年7月27日：オールスターゲーム・第3戦 ※18:30 - 20:54に編成。

参考：朝日新聞のラジオ・テレビ欄
| フジテレビ 火曜20:00枠                                   | フジテレビ 火曜20:00枠                  | フジテレビ 火曜20:00枠                                             |
| 前番組                                                   | 番組名                                  | 次番組                                                             |
| -------------------------------------------------------- | --------------------------------------- | ------------------------------------------------------------------ |
| 鬼の棲家 Don’t be a cry baby （1999年1月12日 - 3月23日） | 火曜ファイル （1999年4月13日 - 9月7日） | 火・曜・特・番!! （1999年10月12日 - 2000年3月28日） ※19:00 - 20:54 |